# Comtat d'Oscheret
El País d'Oscheret és un antic pagus dels lingons cobrint la baixa vall i la planura de l'Ouche a la Costa d'Or a Borgonya. A l'edat mitjana, s'assenyala un comtat així com un arxidiaconat d'Oscheret al regne de Provença.

## Descripció

Els pagi borgonyons al segle IX

L'Oscheret és l'antic nom d'un país, o pagus de la Costa d'Or, a Borgonya. Deu la seva etimologia a un curs d'aigua, l'Ouche. Correspon doncs alhora a la vall d'aquest riu, incloent-hi el territori més amunt de Dijon, així com a la planura dijonesa irrigada per l'Ouche, els seus afluents i l'Oucherotte, per a la secció més avall de la ciutat i anant fins a la seva confluència amb el Saona.

## Història
En l'època antiga, l'Oscheret depenia del territori dels lingons.
Llavors, la gran fertilitat de les terres de la planura de Saona, i més particularment de la part avui anomenada planura dijonesa, així com les nombroses rutes sovint d'origen romà travessant l'Oscheret foren a l'origen del desenvolupament de la regió.
Sota el Regne de Provença (segle VI al segle IX), l'Oscheret fou primer una subdivisió (centana) del país attuari (Atuyer). Fou llavors identificat com un pagus a part de (Pagus Oscarensis). Aquest pagus va originar un comtat del qual el lloc de residència dels comtes sembla Saint-Jean-de-Losne (Audiència de Dagobert I el 629). L'arxidiaconat d'Oscheret apareix lligat a la diòcesi de Chalon-sur-Saône mentre que la resta del país dijonnais, més al nord, correspon a la diòcesi de Langres.
Del segle xiii al final del segle xv, s'assenyalarà la presència de la poderosa castellania ducal de Rouvres-en-Plaine, estenent la seva influència sobre l'antic país d'Oscheret.

## Llista dels comtes d'Oscheret
- Amadeu d'Oscheret (790-867), comte d'Oscheret.
- Anscari I d'Ivrea (860-902), fill del precedent, comte d'Oscheret (867-887) després premer marquès (marcgravi) d'Ivrea, a Italie, del 888 al 902. Fou el fundador de la Casa d'Ivrea.
- Manassès I de Chalon, dit també Manassès I l'Antic, (vers 875-918), comte d'Oscheret (887-918). El 887, després de la defecció d'Anscari envers el rei de França, Odo o Eudes, el comtat d'Oscheret fou donat a la casa de Vergy en la persona de Manassès, que ja era comte de Chalon.
- Otó Guillem de Borgonya (vers 958-1026), comte de Nevers, de Mâcon, de Beaune i d'Oscheret. Pertanyia a la casa d'Ivrea, i fou principalment, a partir de 986, el primer comte palatí de Borgonya.